# بروميغابويتين
بروميغابويتين هو دواء يعطى أثناء العلاج الكيمياوي لأجل زيادة تجدد خلايا الدم. يصنف الدواء على أنه عامل تحفيز مستعمرات حيث يقوم بتحفيز إنتاج الخلايا النواء.
يؤدي بروميغابويتين وظيفته من خلال تحفيز روابط لإنترلوكين 3 وc-Mpl.

## روابط خارجية
- promegapoietin-1a في المكتبة الوطنية الأمريكية للطب نظام فهرسة المواضيع الطبية (MeSH).